# Classe Bajamonti
La classe Bajamonti fu una classe di sommergibili della Regia Marina, composta da due unità precedentemente in servizio con la Marina militare del Regno di Jugoslavia dove costituivano la classe Osvetnik.
La classe era composta da due unità, l'Antonio Bajamonti (ex Smeli) e il Francesco Rismondo (ex Osvetnik), costruite nel 1928 in Francia per il Regno di Jugoslavia e catturate dalle forze italiane a seguito dell'invasione della Jugoslavia nell'aprile 1941. Incorporati nella Regia Marina, i due sommergibili furono impiegati nel mar Mediterraneo in compiti prevalentemente difensivi e con funzioni di addestramento e sperimentazione di nuovi apparati, senza partecipare a particolari eventi bellici. 
I sommergibili andarono entrambi perduti all'atto dell'armistizio dell'Italia con gli Alleati del settembre 1943: il Rismondo si autoaffondò a La Spezia, dove era fermo ai lavori, il 9 settembre; il Bajamonti, catturato dai tedeschi nel porto di Bonifacio in Corsica, fu autoaffondato da questi ultimi il 18 settembre.

## Caratteristiche
Entrambi realizzati nei cantieri della Ateliers et Chantiers de la Loire di Nantes, i Bajamonti erano battelli da media crociera a doppio scafo parziale, lunghi fuori tutto 66,5 metri, larghi 5,4 metri e con un pescaggio di 3,77 metri; il dislocamento era di 665 tonnellate in emersione, che salivano a 822 tonnellate con il battello in immersione. La profondità di collaudo raggiungibile era di 80 metri; l'equipaggio ammontava a 45 uomini in totale (cinque ufficiali e 40 sottufficiali e comuni).
L'apparato propulsivo si basava, per la navigazione in emersione, su due motori diesel MAN da 1.480 hp complessivi; in immersione i battelli procedevano invece con due motori elettrici CGE da 1.100 hp totali. La velocità massima in emersione raggiungeva i 14 nodi, mentre i immersione si toccavano al massimo i 9 nodi; i serbatoi capaci di ospitare fino a 65 tonnellate di gasolio garantivano un'autonomia di 5.000 miglia nautiche a 9 nodi in emersione.
L'armamento di artiglieria originario dei battelli jugoslavi si basava su un cannone di coperta da 100/35 mm e una mitragliera antiaerea da 40 mm sulla falsatorre; dopo il passaggio alla Regia Marina l'armamento antiaereo fu cambiato in due mitragliere singole da 13,2 mm. Invariato rimase invece l'armamento silurante, basato su sei tubi lanciasiluri da 550 mm (quattro a prua e due a poppa) con otto siluri in totale.